# Stijn van Cauter

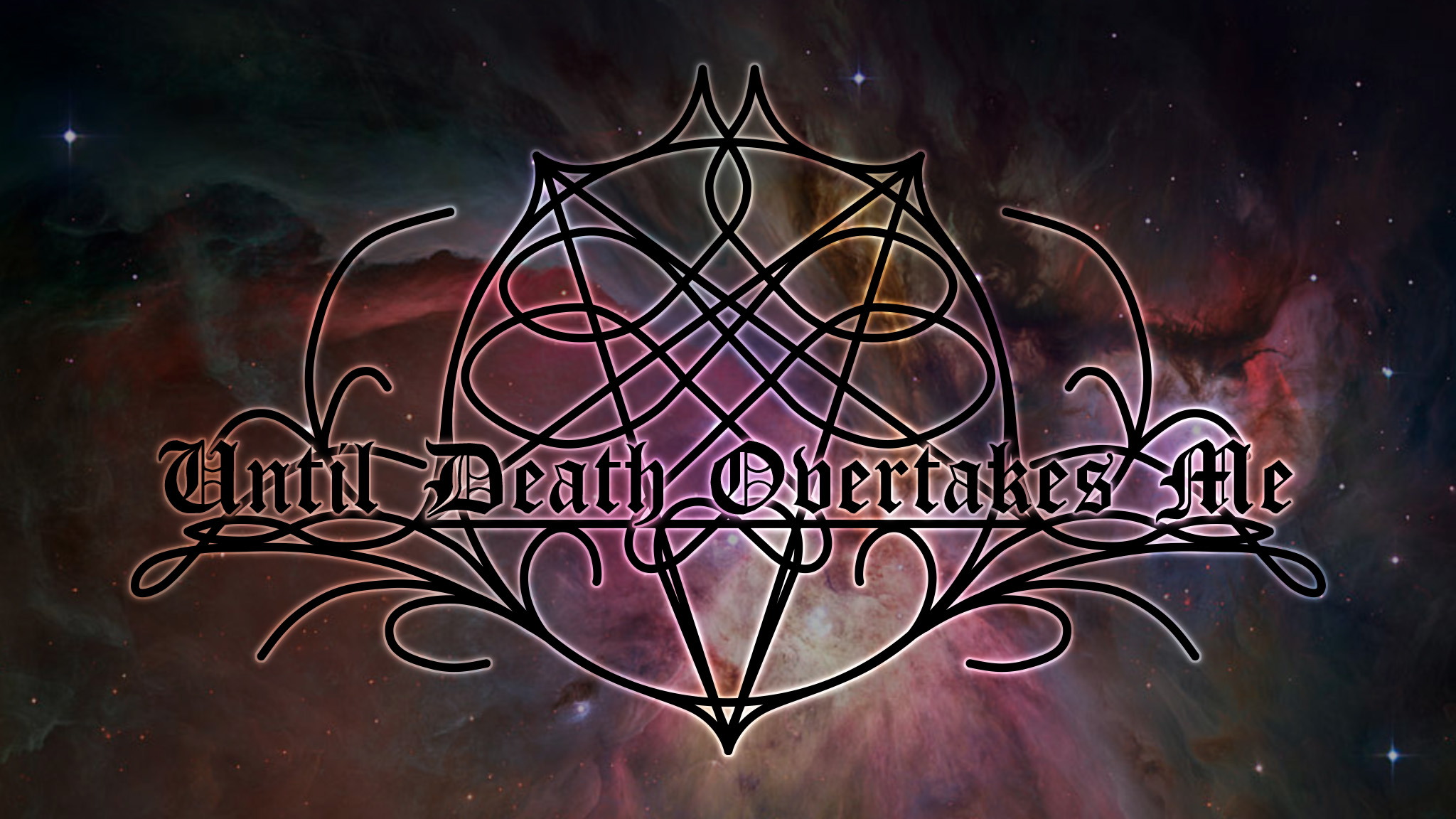
Logo der Band Until Death Overtakes Me

Stijn van Cauter ist ein belgischer Musiker, Musikproduzent und Labelbetreiber.

## Werdegang
Van Cauter wurde als Musiker diverser Funeral-Doom-Projekte in den 2000er Jahren bekannt. Noch als Schüler im Jahr 1997 begann van Cauter damit Gitarre zu spielen. Zur Mitte des Jahres 1999 hatte er bereits eigenes Songmaterial unter dem Einfluss der damals von ihm bevorzugten Musik eingespielt, jedoch ohne einen Bandnamen oder den Wunsch der Veröffentlichung. In den darauf folgenden zwei Jahren, baute er sich ein Heimstudio auf, spielte weitere Musik ein, initiierte mehrere Projekte und debütierte im Jahr 2000 mit Demoaufnahmen unter den Bandnamen Until Death Overtakes Me, einem Stück von My Dying Bride entlehnt, und I Dream No More mit dem Split-Album Until Death Overtakes Me/I Dream No More.

### Projekte und Beteiligungen bis 2011

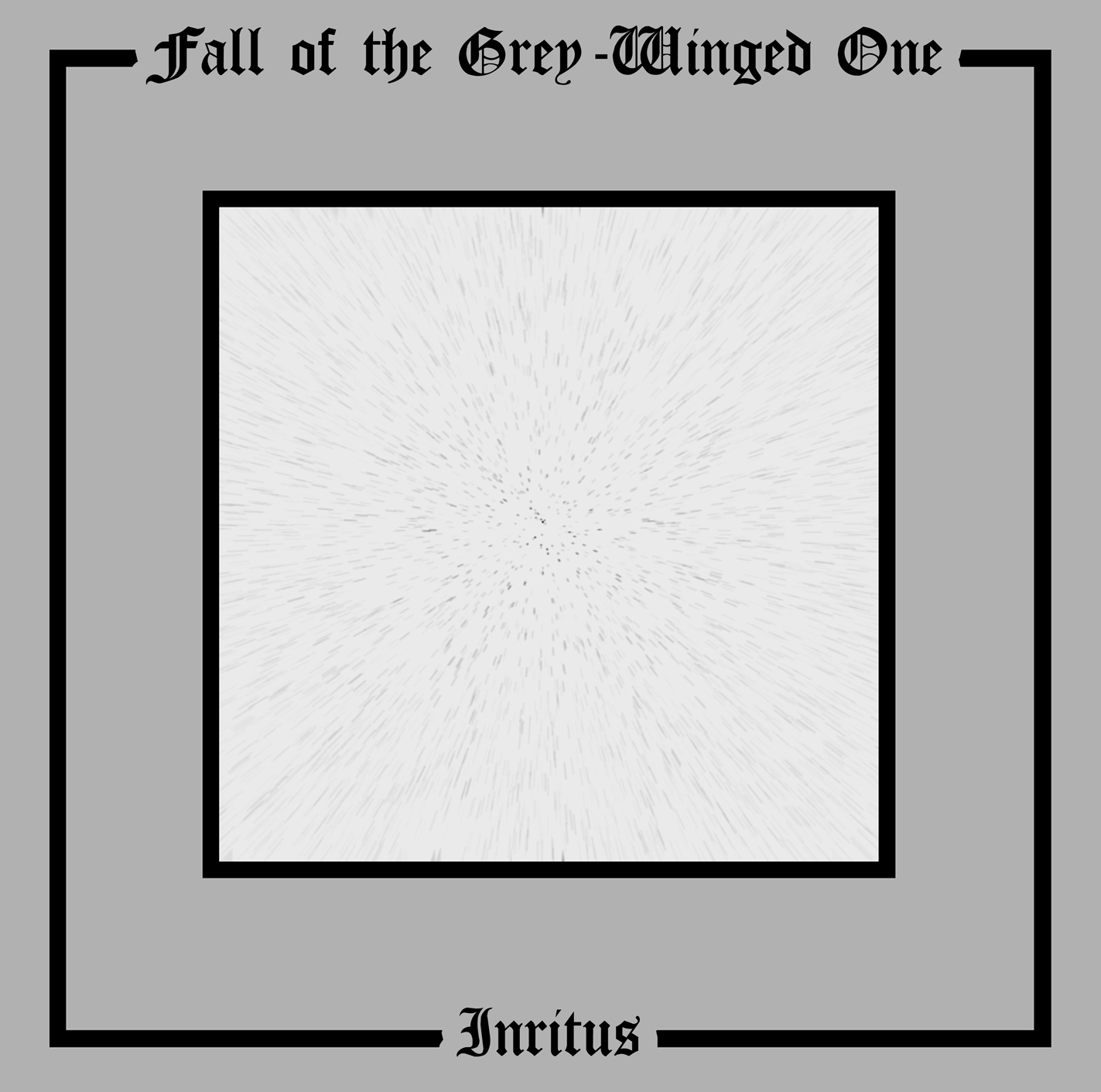
Cover des Albums Inritus von Fall of the Grey-Winged One

Bis zum Jahr 2003 initiierte van Cauter eine Reihe Projekte unterschiedlicher Extreme-Doom- und Post-Industrial-Substile. Überwiegend gestaltete er Solo-Projekte, die musikalisch jeweils einer anderen konzeptionellen Idee folgten. Neue musikalische Eindrücke prägten dabei ebenfalls die Entstehung neuer Konzepte und folgender Projekte.
Mit I Dream No More, und den 2002 und 2003 initiierten Projekten Forbidden Fields und In the Mist ging er dem Ambient nach. Mit Dreams of Dying Stars, ebenfalls 2002 gegründet, dem Dark Ambient und mit Organium, im gleichen Jahr entstanden, einer Mixtur aus Dark Ambient und Noise, die exklusiv den Klang einer Orgel nutzte. Puristischen Noise produzierte van Cauter seit 2002 mit Tear Your Soul Apart. Das 2001 begonnene Duo mit Tom P. Cold Aeon widmete sich dem Death Doom und das 2002 begonnene Projekt Fall of the Grey-Winged One dem Drone Doom. Funeral Doom produzierte er neben Until Death Overtakes Me mit Beyond Black Void sowie The Ethereal. Als Hauptprojekt wurde derweil stets Until Death Overtakes Me rezipiert. Erste Auftritte absolvierte van Cauter mit Until Death Overtakes Me in einer gemeinsamen Tournee mit Pantheist und Skepticism.
Hinzukommend beteiligte sich van Cauter an der Gründung der Bands Wijlen Wij mit Kostas Panagiotou von Pantheist und Lawrence van Haecke von Solicide und The Sad Sun mit E. M. Hearst von Wraith of the Ropes und Torture Wheel. Der Gruppe In Somnis bot er sich als Musikproduzent, Tontechniker, Bassist und Verleger an. Mit E. M. Hearst und S.P. White von Uncertainty Principle entstand im Jahr 2009 aus The Sad Sun das kooperative Projekt The NULLL Collective, mit welchen die Musiker ohne stringente Rollenverteilung und Gruppendruck monatlich gemeinsames sowie individuell erstelltes Material als Musikdownload veröffentlichten. Zugleich spielte die Band das Album De Monstris ein, das wie auch das Debüt von Wijlen Wij, über Aesthetic Death Records veröffentlicht wurde.

### Bruch und Rückkehr
Im Jahr 2011 stellte van Cauter, nach einem Hackerangriff auf seine Homepage der ein nicht näher benanntes Projekt um Monate zurückwarf, weitere Veröffentlichungen ein. Nachdem der Vertrieb und die Vermarktung von Musik anderer Interpreten ihn zunehmend in der eigenen musikalischen Tätigkeit eingeschränkt hatte, nahm der den Bruch auch zum Anlass die Labeltätigkeit einzustellen. Nach 2011 begann er mit der Produktion von Browserspielen und Webcomics.
Seit 2016 reaktivierte er unterschiedliche Projekte und initiierte neue wie Arcane Voidsplitter, Inframonolithium und Gruulvoqh. Neben der fortlaufenden Veröffentlichung unter dem Label Void Overflow, über seine Homepage und unterschiedliche Seiten des Anbieters Bandcamp kooperierte er weiterhin mit Labeln wie Aesthetic Death Records, GS Productions und Endless Winter um seine Musik in physischer Form zu veröffentlichen. Diverse seiner Veröffentlichungen stehen in enger konzeptioneller Verbindung zueinander. So beziehen sich Projekte wie Arcane Voidsplitter und Gruulvoqh auf Völker und Figuren des in den Webcomics gestalteten Universums. Dabei verwies er, darauf, dass er mehr musikalischen Ideen und experimenten mit Texturen und Klängen nachginge als sich lyrischen Themen unterordne.
Nach 18 Jahren die van Cauter das Schaffen von Comics und Musik mit einer Reihe von Teilzeitjobs kombinierte entschied er sich ab Januar 2024 zu einer Vollzeitbeschäftigung. Das Publikum müsse daher davon ausgehen, dass er deutlich weniger Musik veröffentlichte.

## Studio und Label
Mit Symphony I - Deep Dark Red im Jahr 2001 präsentierte er das erste abgeschlossene Studioalbum des Projektes Until Death Overtakes Me, das er über das eigens hierzu entstandene Label Nulll Records veröffentlichte. Zugleich half er Gruppen wie In Somnis, Pantheist und Solicide mit dem vorhandenen technischem Equipment erste Veröffentlichungen in seinem Heimstudio Templa Libitina aufzunehmen. Das Solicide-Debüt entstand so unter seiner musikalischen Beteiligung und wurde über Nulll Records veröffentlicht. Für Pantheist half er das Demo 1000 Years aufzunehmen und brachte sich als Livemusiker ein. Überlegungen das Heimstudio zunehmend zu professionalisieren verwarf van Cauter allerdings.
Von 2000 bis 2011 führte Stijn van Cauter das Label Nulll Records, über das er neben eigenen Projekten Tonträger von Interpreten wie Torture Wheel, Hierophant, Zaraza und Uncertainty Principle veröffentlichte. Im Jahr 2011 stellte er, nach einem Hackerangriff eigene Veröffentlichungen sowie den Vertrieb und die Vermarktung von Musik anderer Interpreten ein, nachdem ihn diese zunehmend in der eigenen musikalischen Tätigkeit eingeschränkt hatte. Labelaktivitäten nahm er unter dem Namen Void Overflow, später auch unter der Webadresse Nulll.net, im Jahr 2016 ausschließlich für seine eigenen Projekte wieder auf.

## Stil

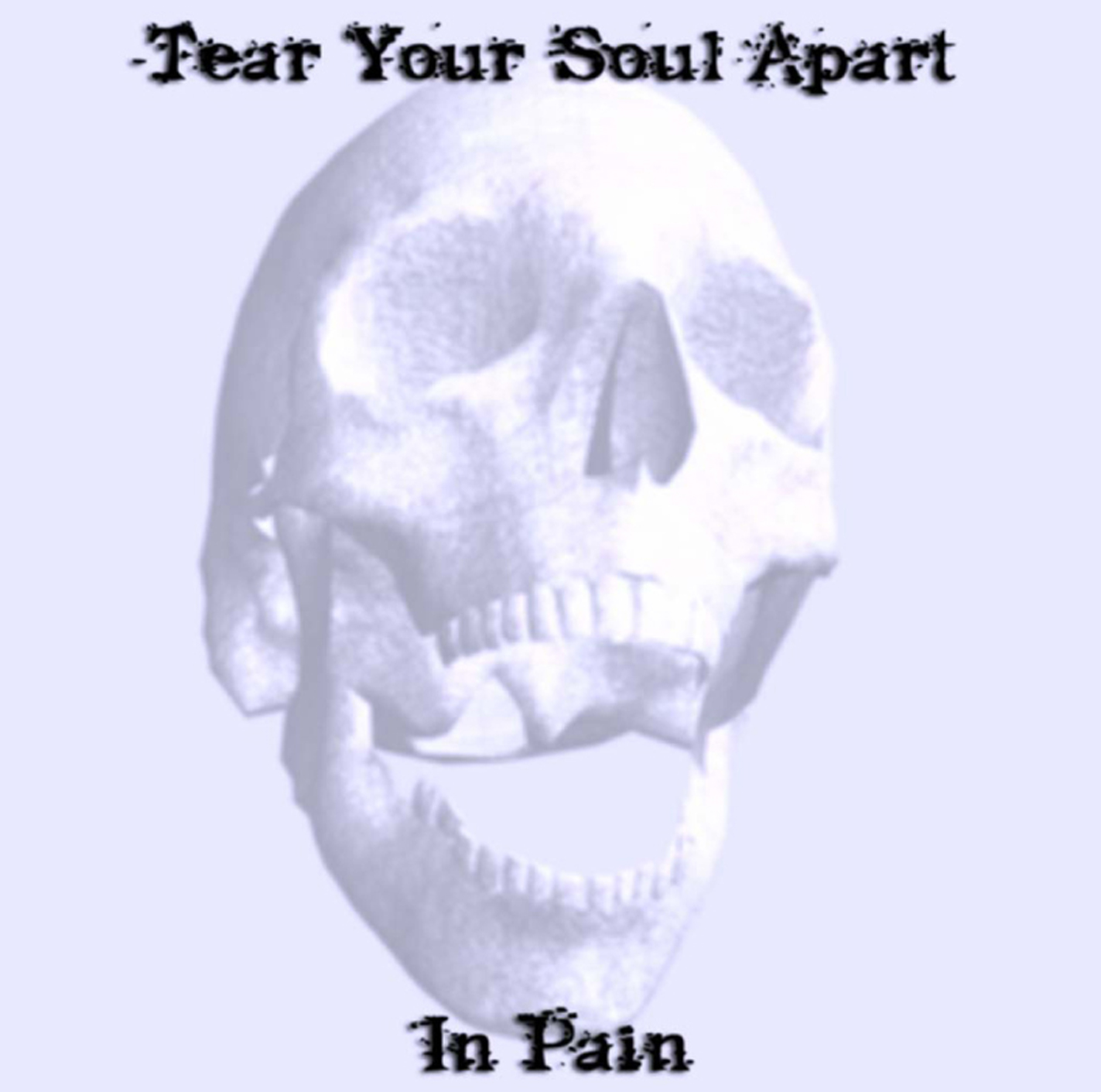
Mit Tear Your Soul Apart, hier das Cover des Albums In Pain spielt van Cauter Noise

Neben Funeral Doom mit Until Death Overtakes Me, The Ethereal und Beyond Black Void spielt van Cauter Ambient beziehungsweise Dark Ambient in Projekten wie Dreams of Dying Stars und I Dream No More, Drone Doom unter anderem mit Arcane Voidsplitter und Fall of the Grey-Winged One sowie Death Doom und Gothic Metal mit In Somnis und Cold Aeon. Er spielt Keyboard, E-Gitarre, E-Bass und Synthesizer. Hinzukommend tritt er als Sänger, Produzent und Coverkünstler in Erscheinung. Seine Cover sind in der Regel schlichte digitale Collagen.
Nachdem van Cauter seine Pläne das Studio Templa Libitina auszubauen verwarf, reduzierte er sein Equipment auf seine Instrumente, einen Computer, ein MIDI-Keyboard und ein Mikrofon. Als Software nutzt er REAPER sowie einen Audioeditor aus dem Jahr 2002. Hinzukommend verfügt er über eine breite Bibliothek an Samples.

## Projekte und Beteiligungen (Auswahl)
| Projekt                      | Gründung | Erstveröffentlichung | Genre        |
| ---------------------------- | -------- | -------------------- | ------------ |
| Aeonic Dirge                 | 2017     | 2017                 | Ambient      |
| Arcane Voidsplitter          | 2017     | 2018                 | Drone Doom   |
| Artix Intex                  | 2018     | 2018                 | Noise        |
| Bateaux Inconnus             | 2018     | 2018                 | Ambient      |
| Beyond Black Void            | 2003     | 2003                 | Funeral Doom |
| Catnoms For Fluffy           | 2017     | 2017                 | Drone Doom   |
| Cold Aeon                    | 2001     | 2008                 | Death Doom   |
| Desperandum Gothica          | 2017     | 2017                 | Gothic Metal |
| Dreams of Dying Stars        | 2002     | 2003                 | Dark Ambient |
| The Ethereal                 | 2001     | 2002                 | Funeral Doom |
| Fall of the Grey-Winged One  | 2002     | 2002                 | Drone Doom   |
| Forbidden Fields             | 2003     | 2003                 | Ambient      |
| Gruulvoqh                    | 2018     | 2019                 | Funeral Doom |
| I Dream No More              | 2000     | 2000                 | Ambient      |
| Inframonolithium             | 2017     | 2017                 | Funeral Doom |
| In Somnis                    | 1997     | 2003                 | Gothic Metal |
| In the Mist                  | 2002     | 2002                 | Ambient      |
| Nachtwald Weitstrider        | 2017     | 2017                 | Ambient      |
| The NULLL Collective         | 2009     | 2009                 | Funeral Doom |
| Organium                     | 2002     | 2004                 | Dark Ambient |
| The Sad Sun                  | 2003     | 2008                 | Funeral Doom |
| The Sonitus Ignotus Ensemble | 2017     | 2017                 | Ambient      |
| Tear Your Soul Apart         | 2002     | 2003                 | Noise        |
| Until Death Overtakes Me     | 1999     | 2000                 | Funeral Doom |
| Vita Dolorosa                | 2016     | 2017                 | Funeral Doom |
| Wijlen Wij                   | 2002     | 2007                 | Funeral Doom |